# The Warlord of Mars
The Warlord of Mars é um romance de fantasia científica escrito por Edgar Rice Burroughs, o terceiro de sua famosa série Barsoom. Burroughs começou a escrevê-lo em junho de 1913, e pensou em cinco títulos antes de escolher The Warlord of Mars; Yellow Men of Barsoom, The Fighting Prince of Mars, Across Savage Mars, The Prince of Helium, eThe War Lord of Mars. 
Foi publicado pela primeira vez na revista pulp All-Story Magazine como uma série de quatro partes nas edições de Dezembro de 1913 a Março de 1914. Mais tarde foi publicado como um livro pela A.C. McClurg em  Setembro de 1919.

## Personagens
- John Carter: Protagonista dos três primeiros romances. Carter é um veterano da Guerra Civil Americana  transportado para o Planeta Marte por uma forma de projeção astral. Lá, ele encontra duas criaturas alienígenas formidáveis e várias raças marcianas beligerantes, ganha a mão da princesa marciana Dejah Thoris, e sobe para a posição de Warlord of Mars.
- Dejah Thoris:  filha de Mors Kajak e neta Tardos Mors Jeddak de Helium. Ela é uma princesa marciano do reino Helium dos homens vermelhos, de aparência humana e excepcionalmente bela. Ele é corajoso e decidido e muitas vezes em perigo mortal. Ela é o interesse amoroso de John Carter.
- 'Tars Tarkas' : Um marciano verde, que se torna o aliado de John Carter.
- Thuvia de Ptarth: A princesa de Ptarth, que aparece em The Gods of Mars como uma escrava resgatada por John Carter dos Therns. Mais tarde, ela está presa com a esposa de Carter Dejah Thoris, em uma prisão que pode ser aberto apenas uma vez por ano e permanece ao seu lado até a conclusão do The Warlord of Mars.

## Gêneros
Enquanto o romance é muitas vezes classificado como fantasia científica,  é mais intimamente relacionado a romance planetário e espada e planeta, que possuem afinidades com a fantasia e a espada e feitiçaria; . Distingue-se pela sua inclusão de elementos científicos (ou pseudo-científicos). Tradicionalmente, romances planetários ocorrem na superfície de um mundo alienígena, e muitas vezes incluem lutas de espadas; monstros; elementos sobrenaturais, tais como: habilidades telepáticas (em oposição a magia); E culturas semelhantes a do Planeta Terra em épocas pré-industriais, especialmente com as estruturas sociais teocráticos ou dinásticas. Naves espaciais podem aparecer normalmente, mas não são fundamentais para a história; Esta é uma diferença fundamental da space opera, em que geralmente naves espaciais são fundamentais para a narrativa.